# Костенец северный
Костене́ц се́верный (лат. Asplénium septentrionále) — многолетний папоротник; вид рода Костенец.

## Ботаническое описание
Растение высотой 3—10 см.

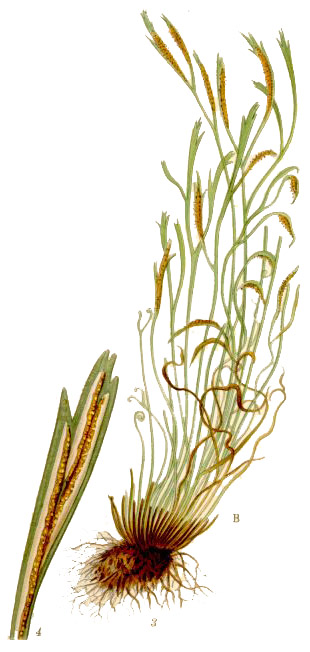

Корневище короткое, косо восходящее вильчато-ветвистое, покрыто бурыми линейными чешуйками.
Листья в сравнительно многолистных розетках, двух-трёхраздельные, с длинными черешками. Черешки в сечении округлые, без выемки. Листовые пластинки зимующие кожистые, рассечены на два—пять сегментов, у основания удлинённо-клиновидных, на маленьких черешках. Сегменты линейные заострённые, края их цельные или же вильчатые на верхушке. От близкого вида — костенца постенного — отличается более узкими сегментами.
Покрывальца прикреплены широким краем вдоль сорусов; почти или совершенно цельнокрайные. Споры созревают в июне — августе.

### Химический состав
Все части растения содержат органические кислоты, азотсодержащие соединения. Листья, кроме того, содержат флавоноиды.

## Распространение и среда обитания
Костенец северный распространён в Евразии и Северной Америке.
В России встречается в европейской части (Карело-Мурманский, Двинско-Печорский (редко), Ладожско-Ильменский (редко), Волжско-Камский, Волжско-Донской, Заволжский флористические районы, Крым (редко), Дагестан), Восточной (Ангаро-Саянский флористический район (редко)) и Западной Сибири (Алтай).
Растёт в расщелинах скал, на каменистых склонах, осыпях, валунах, в тенистых еловых лесах; поднимается до верхнегорного пояса. Кальцефоб: растёт преимущественно на скалах, лишённых кальция.

## Хозяйственное значение и применение
Листья используют как вяжущее, отхаркивающее при болезнях лёгких, желтухе, асците, цинге. В Болгарии отвар листьев применяют при респираторных инфекциях, коликах.
Растение можно использовать как декоративное.

## Литература

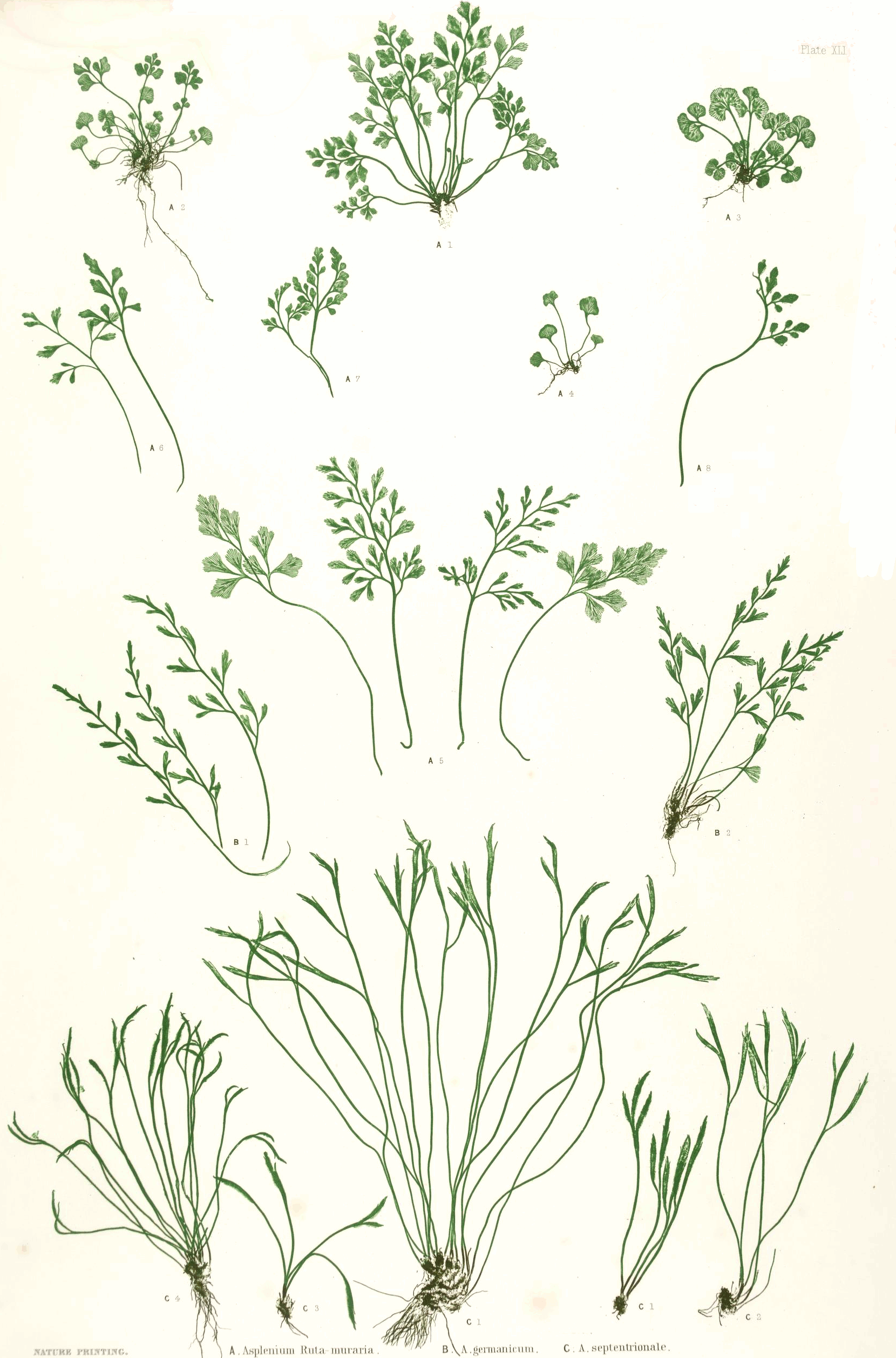
Сравнение костенца постенного (верхний ряд) и костенца северного (нижний ряд) в книге Томаса Мура The ferns of Great Britain and Ireland, 1857